# Bingen kapell
Bingen kapell är ett kapell som ligger i Bakke sogn i Øvre Eikers kommun, Buskerud fylke, Norge.

## Kyrkobyggnaden
Kapellet är uppförd efter ritningar av Alfred Christian Dahl och invigd 22 oktober 1924.
Byggnaden har en stomme av liggtimmer och består av ett långhus med sydvästlig-nordostlig orientering. Vid sydvästliga kortsidan finns kyrktorn med ingång och vid nordostliga sidan finns ett smalare kor. Fasaderna är klädda med vitmålad stående panel. Alla takfall är täckta med taktegel.
Kyrkorummet täcks av ett tredingstak och har väggar klädda med stående panel. Golvet är av trä. Korets golv ligger tre trappsteg högre än övriga kyrkorummets golv. Ovanför ingången finns orgelläktaren med orgel.

## Inventarier
- En åttakantig dopfunt av trä.
- Altartavlan, med förgylld ram, har motivet Jesus i Getsemane.
- I korets vänstra sida står predikstolen. Ljudtak saknas.
- Kyrkklockan är gjuten av O. Olsen & Søn.